# Comuna Breaza, Mureș
Breaza (în maghiară: Beresztelke, în germană: Beretzdorf) este o comună în județul Mureș, Transilvania, România, formată din satele Breaza (reședința), Filpișu Mare și Filpișu Mic.

## Demografie
Componența etnică a comunei Breaza
     Români (44,65%)
     Maghiari (38,78%)
     Romi (8,88%)
     Alte etnii (0,32%)
     Necunoscută (7,37%)
Componența confesională a comunei Breaza
     Ortodocși (49,34%)
     Reformați (38,05%)
     Romano-catolici (1,41%)
     Greco-catolici (1,14%)
     Alte religii (2,41%)
     Necunoscută (7,65%)
Conform recensământului efectuat în 2021, populația comunei Breaza se ridică la 2.197 de locuitori, în scădere față de recensământul anterior din 2011, când fuseseră înregistrați 2.473 de locuitori. Cei mai mulți locuitori sunt români (44,65%), cu minorități de maghiari (38,78%) și romi (8,88%), iar pentru 7,37% nu se cunoaște apartenența etnică. Din punct de vedere confesional, cei mai mulți locuitori sunt ortodocși (49,34%), cu minorități de reformați (38,05%), romano-catolici (1,41%) și greco-catolici (1,14%), iar pentru 7,65% nu se cunoaște apartenența confesională.

## Politică și administrație
Comuna Breaza este administrată de un primar și un consiliu local compus din 11 consilieri. Primarul, Sorin-Emilian Alexa[*], de la Partidul Național Liberal, este în funcție din 1 noiembrie 2024. Începând cu alegerile locale din 2024, consiliul local are următoarea componență pe partide politice:
|  | Partid                                 | Consilieri | Componența Consiliului | Componența Consiliului | Componența Consiliului | Componența Consiliului |
|  | -------------------------------------- | ---------- | ---------------------- | ---------------------- | ---------------------- | ---------------------- |
|  | Partidul Național Liberal              | 4          |                        |                        |                        |                        |
|  | Uniunea Democrată Maghiară din România | 4          |                        |                        |                        |                        |
|  | Alianța pentru Unirea Românilor        | 1          |                        |                        |                        |                        |
|  | Partidul Social Democrat               | 1          |                        |                        |                        |                        |
|  | Uniunea Salvați România                | 1          |                        |                        |                        |                        |

## Vezi și
- Biserica reformată din Breaza
- Biserica reformată din Filpișu Mare
- Biserica reformată din Filpișu Mic